# Secamone schimperiana
Secamone schimperiana är en oleanderväxtart som först beskrevs av William Botting Hemsley, och fick sitt nu gällande namn av J. Klackenberg. Secamone schimperiana ingår i släktet Secamone och familjen oleanderväxter. Inga underarter finns listade i Catalogue of Life.